# Bắc Quang (huyện)
Bắc Quang là một huyện miền núi thấp thuộc tỉnh Hà Giang, Việt Nam.

## Vị trí địa lý
Huyện Bắc Quang nằm ở phía nam của tỉnh Hà Giang, nằm cách thành phố Hà Giang khoảng 60 km về phía bắc, cách trung tâm thủ đô Hà Nội khoảng 210 km, có vị trí địa lý:
- Phía đông giáp huyện Lâm Bình và huyện Chiêm Hóa thuộc tỉnh Tuyên Quang
- Phía tây giáp huyện Hoàng Su Phì và huyện Quang Bình
- Phía nam giáp huyện Lục Yên, tỉnh Yên Bái và huyện Hàm Yên, tỉnh Tuyên Quang
- Phía bắc giáp huyện Vị Xuyên.

Huyện Bắc Quang có diện tích 1.105,65 km², dân số năm 2019 là 118.690 người, mật độ dân số đạt 107 người/km².

### Địa hình
Địa hình phần lớn là đồi núi đá vôi xen kẽ với những dải đồng bằng. Có sông Lô và sông Con chảy qua.
Huyện Bắc Quang có địa hình địa mạo tương đối phức tạp so với địa hình của tỉnh Hà Giang nói chung có thết chia thành 3 dạng địa hình chính như sau:
- Địa hình núi cao trung bình: tập trung nhiều ở xã Tân Lập, Liên Hiệp, Đức Xuân với độ cao từ 700 m đến 1.500 m có độ dốc trên 250%, chủ yếu là đá Granit, đá vôi và phiến thạch mica.
- Địa hình đồi núi thấp: Có độ cao từ 100 m đến 700 m, phân bố ở tất cả các xã, địa hình đồi bát úp, lượn sóng thuận lợi cho phát triển các lợi cây công nghiệp dài ngày và cây ăn quả.
- Địa hình thung lũng: Gồm các dải đất bằng thoải, lượn sóng ven sông lô, sông con và suối sảo. Đìa hình khá bằng phẳng có điều kiện giữ nước và tưới nước trên hầu hết diện tích đất đã được khai thác trồng lúa và hoa màu.

### Khí hậu
Khí hậu nhiệt đới nóng ẩm, chia thành 4 mùa rõ rệt, nhiệt độ trung bình khoảng 22,5-23 °C.
Lượng mưa trung bình khoảng 4.665-5.000 mm/năm.
Mùa mưa từ tháng 5 đến tháng 11 hàng năm, lượng mưa chiếm 90% tổng lượng mưa cả năm.
Bắc Quang là một trong những vùng có số ngày mưa nhiều nhất ở Việt Nam, khoảng từ 180 đến 200 ngày/năm.

### Tài nguyên rừng, thảm thực vật
Bắc Quang có tài nguyên rừng rất lớn tính cả diện tích đất đồi núi chưa sử dụng có khả năng sử dụng vào mục đích lâm nghiệp thì huyện có khoảng 85.200 ha, chiếm 78% diện tích tự nhiên. Trong đó rừng sản xuất 57.694,73 ha chiếm 72,93%, chủ yếu là rừng trồng cây lâm nghiệp như: nguyên liệu giấy, rừng phòng hộ 21.410,2 ha, chiếm 27% tổng diện tích đất lâm nghiệp.
Nhóm đất phù xa (Fluvíols) chiếm 4 % tổng diện tích tự nhiên, Lân và kali tổng số trung bình rễ tiêu ở mức nghèo, đây là loại đất phù hợp với loại cây trồng ngắn ngày đặc biệt là cây lương thực.
Nhóm Gley: có diện tích chiếm khoảng 2,4 % địa hình thấp trũng, đất có phản ứng chua, khó thoát nước, nhóm đất này chủ yếu là trồng lúa nước, đất thường chặt, bí, quá trình khử mạnh hơn quá trình oxy hóa.
Nhóm than bùn: nhóm: Nhóm đất này có diện tích (36 ha) tập trung tại xã Vô Điếm.có hàm lượng mùn, đạm, và lân tổng số rất cao.
Nhóm đất xám: Diện tích đất này chiếm tỷ lệ cao 90,8% phân bổ khắp trên địa bàn toàn huyện.
Nhóm đất đỏ: chiếm 0,3% chủ yếu ở xã Vĩnh Phúc, Đồng Yên, Liên Hiệp.

## Hành chính
Huyện Bắc Quang có 23 đơn vị hành chính cấp xã trực thuộc, bao gồm 2 thị trấn: Việt Quang (huyện lỵ), Vĩnh Tuy và 21 xã: Bằng Hành, Đồng Tâm, Đông Thành, Đồng Tiến, Đồng Yên, Đức Xuân, Hùng An, Hữu Sản, Kim Ngọc, Liên Hiệp, Quang Minh, Tân Lập, Tân Quang, Tân Thành, Thượng Bình, Tiên Kiều, Việt Hồng, Việt Vinh, Vĩnh Hảo, Vĩnh Phúc, Vô Điếm.

## Lịch sử
Ngày 21 tháng 12 năm 1957, Ban Cán sự Hành chính Lao - Hà - Yên ban hành Quyết định số 564/TC+CB.Theo đó, thành lập thị trấn Vĩnh Tuy trên cơ sở tách một phần diện tích và dân số của xã Vĩnh Hảo.
Ngày 28 tháng 1 năm 1967, thành lập thị trấn nông trường Việt Lâm.
Sau năm 1975, huyện Bắc Quang thuộc tỉnh Hà Tuyên có 36 đơn vị hành chính cấp xã, bao gồm 2 thị trấn: Vĩnh Tuy, nông trường Việt Lâm và 34 xã: Bạch Ngọc, Bản Rịa, Bằng Hành, Bằng Lang, Đồng Tâm, Đồng Yên, Hùng An, Hương Sơn, Hữu Sản, Khuôn Lùng, Kim Ngọc, Liên Hiệp, Nà Chì, Nà Khương, Quang Minh, Quảng Ngần, Quảng Nguyên, Tân Lập, Tân Quang, Tân Trịnh, Thông Nguyên, Thượng Sơn, Tiên Kiều, Tiên Nguyên, Tiên Yên, Trung Thành, Vĩ Thượng, Việt Lâm, Việt Vinh, Vĩnh Hảo, Vĩnh Phúc, Vô Điếm, Yên Bình, Yên Hà.
Ngày 18 tháng 11 năm 1983, Hội đồng Bộ trưởng ban hành Quyết định số 136-HĐBT.Theo đó:
- Thành lập xã Xuân Minh trên cơ sở một phần diện tích tự nhiên và dân số của xã Tân Lập (gồm 3 thôn: Pắc Phòng, Nậm Chàng và Lang Cang).
- Sáp nhập 3 xã: Nà Chì, Khuôn Lùng và Quảng Nguyên về huyện Xín Mần quản lý.
- Sáp nhập 3 xã: Thông Nguyên, Tiên Nguyên và Xuân Minh về huyện Hoàng Su Phì quản lý (hiện nay, 2 xã: Tiên Nguyên và Xuân Minh là 2 xã của huyện Quang Bình).
- Sáp nhập thị trấn Nông trường Việt Lâm và 5 xã: Thượng Sơn, Quảng Ngần, Trung Thành, Bạch Ngọc, Việt Lâm về huyện Vị Xuyên quản lý.

Huyện Bắc Quang còn lại 25 đơn vị hành chính cấp xã, bao gồm thị trấn Vĩnh Tuy và 24 xã: Bản Rịa, Bằng Hành, Bằng Lang, Đồng Tâm, Đồng Yên, Hùng An, Hương Sơn, Hữu Sản, Kim Ngọc, Liên Hiệp, Nà Khương, Quang Minh, Tân Lập, Tân Quang, Tân Trịnh, Tiên Kiều, Tiên Yên, Vĩ Thượng, Việt Vinh, Vĩnh Hảo, Vĩnh Phúc, Vô Điếm, Yên Bình, Yên Hà.
Ngày 19 tháng 2 năm 1986, Hội đồng Bộ trưởng ban hành Quyết định số 14-HĐBT.Theo đó:
- Thành lập thị trấn Việt Quang - thị trấn huyện lỵ của huyện Bắc Quang trên cơ sở sáp nhập 988,23 ha diện tích tự nhiên với 1.877 nhân khẩu của xã Việt Vinh; 809 ha diện tích tự nhiên với 1.213 nhân khẩu của xã Quang Minh và 7.242 nhân khẩu là cán bộ công nhân viên của các cơ quan với đơn vị trực thuộc huyện, hiện đang đóng tại thị trấn. Thị trấn Việt Quang có 1.797,23 ha diện tích tự nhiên và 10.332 nhân khẩu.
- Thành lập xã Việt Hồng trên cơ sở sáp nhập 570 ha diện tích tự nhiên với 205 nhân khẩu của xã Yên Hà; 164 ha diện tích tự nhiên với 820 nhân khẩu của xã Việt Vinh và 236 ha diện tích tự nhiên với 150 nhân khẩu của xã Hùng An. Xã Việt Hồng có diện tích tự nhiên 970 hécta với 1.175 nhân khẩu.
- Chia xã Liên Hiệp thành 2 xã:Liên Hiệp và Đức Xuân:
  - Xã Liên Hiệp có 6.028 ha diện tích tự nhiên và 1.003 nhân khẩu.
  - Xã Đức Xuân có 4.592 ha diện tích tự nhiên và 1.154 nhân khẩu.

Ngày 1 tháng 10 năm 1991, tỉnh Hà Giang được tái lập, Bắc Quang trở thành huyện của tỉnh Hà Giang.
Ngày 29 tháng 8 năm 1994, Chính phủ ban hành Nghị định số 112-CP.Theo đó, thành lập xã Xuân Giang trên cơ sở điều chỉnh một phần diện tích tự nhiên và dân số của 4 xã: Bằng Lang, Nà Khương, Yên Hà và Tiên Yên.
Ngày 29 tháng 1 năm 1997, Chính phủ ban hành Nghị định số 8-CP.Theo đó:
- Thành lập xã Thượng Bình trên cơ sở 4.374,3 ha diện tích tự nhiên và 1.701 nhân khẩu của xã Bằng Hành.
- Thành lập xã Tân Thành trên cơ sở 1.684 ha diện tích tự nhiên với 1.478 nhân khẩu của xã Tân Lập và 1.800,5 ha diện tích tự nhiên với 369 nhân khẩu của xã Quảng Ngần thuộc huyện Vị Xuyên. Xã Tân Thành có 3.484,5 ha diện tích tự nhiên và 1.847 nhân khẩu.

Ngày 20 tháng 8 năm 1999, Chính phủ ban hành Nghị định số 74/1999/NĐ-CP.Theo đó :
- Thành lập xã Đồng Tiến trên cơ sở 3.385,6 ha diện tích tự nhiên và 2.293 nhân khẩu của xã Đồng Tâm.
- Thành lập xã Yên Thành trên cơ sở 5.896 ha diện tích tự nhiên và 2.826 nhân khẩu của xã Yên Bình.

Như vậy, tính đến cuối năm 2002, huyện Bắc Quang có 33 đơn vị hành chính cấp xã, bao gồm 2 thị trấn: Việt Quang, Vĩnh Tuy và 31 xã: Bản Rịa, Bằng Hành, Bằng Lang, Đồng Tâm, Đồng Tiến, Đồng Yên, Đức Xuân, Hùng An, Hương Sơn, Hữu Sản, Kim Ngọc, Liên Hiệp, Nà Khương, Quang Minh, Tân Lập, Tân Quang, Tân Thành, Tân Trịnh, Thượng Bình, Tiên Kiều, Tiên Yên, Vĩ Thượng, Việt Hồng, Việt Vinh, Vĩnh Hảo, Vĩnh Phúc, Vô Điếm, Xuân Giang, Yên Bình, Yên Hà, Yên Thành.
Ngày 1 tháng 12 năm 2003, Chính phủ ban hành Nghị định 146/2003/NĐ-CP về việc:
- Thành lập xã Tân Bắc trên cơ sở 5.690 ha diện tích tự nhiên và 3.644 nhân khẩu của xã Tân Trịnh.
- Thành lập xã Đông Thành trên cơ sở 3.891,10 ha diện tích tự nhiên với 2.293 nhân khẩu của xã Đồng Yên và 1.478 ha diện tích tự nhiên với 443 nhân khẩu của xã Vĩnh Hảo. Xã Đông Thành có 5.369,1 ha diện tích tự nhiên và 2.736 nhân khẩu.
- Điều chỉnh 52.767 ha diện tích tự nhiên và 42.947 nhân khẩu của huyện Bắc Quang (gồm toàn bộ diện tích tự nhiên và dân số của 12 xã: Bản Rịa, Yên Thành, Yên Bình, Bằng Lang, Xuân Giang, Nà Khương, Yên Hà, Tiên Yên, Hương Sơn, Tân Trịnh, Vĩ Thượng và Tân Bắc) để thành lập huyện Quang Bình.

Sau khi điền chỉnh địa giới hành chính để thành lập huyện Quang Bình, huyện Bắc Quang còn lại 108.359 ha diện tích tự nhiên và 102.293 nhân khẩu với 23 đơn vị hành chính cấp xã trực thuộc, bao gồm 2 thị trấn: Việt Quang, Vĩnh Tuy và 21 xã: Đồng Tâm, Đồng Tiến, Đồng Yên, Đức Xuân, Bằng Hành, Hữu Sản, Hùng An, Kim Ngọc, Liên Hiệp, Quang Minh, Tân Lập, Tân Quang, Tân Thành, Thượng Bình, Tiên Kiều, Vô Điếm, Việt Hồng, Việt Vinh, Vĩnh Hảo, Vĩnh Phúc, Đông Thành và 2 thị trấn: Việt Quang, Vĩnh Tuy.
Ngày 25 tháng 8 năm 2010, Bộ Xây dựng ban hành Quyết định số 780/QĐ-BXD về việc công nhận thị trấn Việt Quang là đô thị loại IV.

## Giao thông
Quốc lộ 2 chạy xuyên suốt huyện hướng Bắc Nam. Ngoài ra còn có quốc lộ 279 nối Tuyên Quang với Lào Cai hướng Đông Tây.
Đây cũng là địa phương có dự án Đường cao tốc Tuyên Quang – Hà Giang đi qua đang được xây dựng.

## Du lịch
- Thác Thúy thị trấn Việt Quang
- Làng du lịch Văn hóa, sản xuất Giấy Bản dân tộc Dao Thanh Sơn thị trấn Việt Quang
- Làng Văn hóa Du lịch - Tâm linh thôn Tân Sơn TT Việt Quang
- Hang Nặm Pạu tại Đức Xuân
- Hang Tứ Cung xã Vĩnh Phúc
- Khu du lịch sinh thái Nậm An tại Tân Thành.
- Hồ thủy điện Nậm Mu.
- Hồ Quang Minh gắn với Làng Văn hóa du lịch Thôn Khiềm xã Quang Minh
- Khu di tích Tiểu khu cách mạng Trọng Con (xã Bằng Hành).